# Deutsche Schiff- und Maschinenbau
Deutsche Schiff- und Maschinenbau AG (Deschimag) – niemiecka stocznia okrętowa. Powstała w 1926 roku, z połączenia kilku stoczni, wśród których kluczową rolę odgrywała Aktien-Gesellschaft Weser (AG Weser). Stocznie Deschimag odegrały kluczową rolę w niemieckiej produkcji okrętowej w trakcie drugiej wojny światowej zwłaszcza w zakresie budowy okrętów podwodnych. Ich rola w niemieckiej gospodarce wojennej spowodowała zniszczenie stoczni w wyniku nalotów ciężkiego lotnictwa Aliantów zachodnich. W 1949 roku przedsiębiorstwo zostało restytuowane, jednak w 1983 roku zostało zamknięte z powodu bankructwa.